# Еш-Шубак
Еш-Шубак (араб. الشوبك) — місто в провінції Маан у Йорданії. Відоме завдяки замку хрестоносців Монреаль. Населення міста — 19 297 осіб.

## Історія

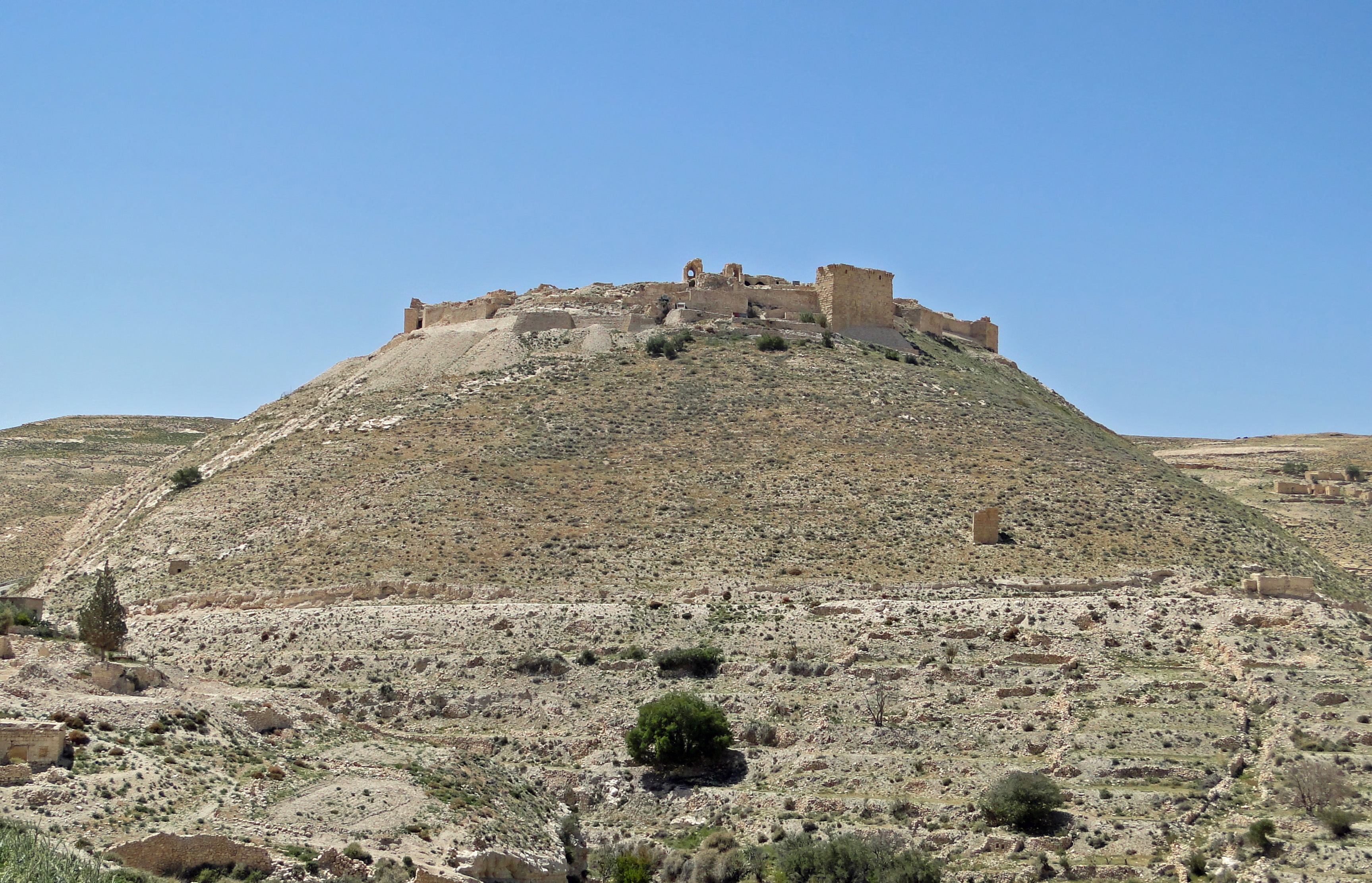
Замок Монреаль

Перше поселення на місці теперішнього Шубака було засновано ідумеями, які оселилися в ньому у другому тисячолітті до н. е.; столиця їхньої держави розташовувалася неподалік, в теперішній Бусайрі. На зміну ідумеям в І тисячолітті до н. е. в Шубак прийшли набатеї. Впродовж своєї багатої історії Шубак входив до складу Римської імперії, Візантії, Халіфату й Османської імперії.
Через своє стратегічне положення місцевість навколо Шубаку була взята під контроль Балдуїном І Єрусалимським під час хрестових походів. Замок Монреаль, що був споруджений за його ініціативою в 1115 році, лежав на перехресті караванних шляхів між Єгиптом та Сирією на висоті 1330 м над рівнем моря. В 1187 році військо Айюбідів на чолі з Салахом ед Діном здобуло контроль над цим замком.
В 1900 та 1905 роках у місті відбувалися антиосманські заворушення. Під час арабського повстання 1918 року в місті перебував Томас Едвард Лоуренс.

## Географія

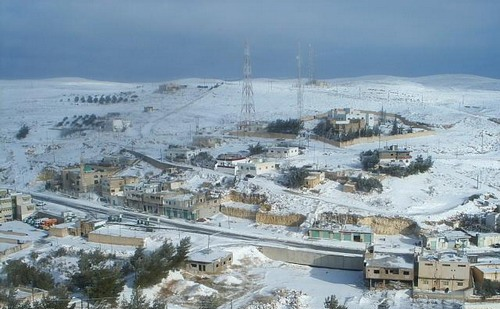
Зима в Еш-Шубаку

Шубак розташований у провінції Маан на півдні країни поруч з провінціями Ет-Тафіла й Акаба. Через значну висоту над рівнем моря Еш-Шубак має достатньо холодні зими, а завдяки своєму розташуванню на підступах до Аравійської пустелі місто має посушливий літній сезон.
За класифікацією Кеппена Шубак має  середземноморський клімат із теплим літом (Csb, набл. до Dsa та BSk). Середньорічна температура в місті  становить 12.7 °C. Близько 317 мм опадів випадає щороку, найбільша їхня кількість — взимку. 
| Клімат Еш-Шубаку          | Клімат Еш-Шубаку | Клімат Еш-Шубаку | Клімат Еш-Шубаку | Клімат Еш-Шубаку | Клімат Еш-Шубаку | Клімат Еш-Шубаку | Клімат Еш-Шубаку | Клімат Еш-Шубаку | Клімат Еш-Шубаку | Клімат Еш-Шубаку | Клімат Еш-Шубаку | Клімат Еш-Шубаку | Клімат Еш-Шубаку |
| Показник                  | Січ.             | Лют.             | Бер.             | Квіт.            | Трав.            | Черв.            | Лип.             | Серп.            | Вер.             | Жовт.            | Лист.            | Груд.            | Рік              |
| Середній максимум, °C     | 6,8              | 8,4              | 11,7             | 16,3             | 21,2             | 25,3             | 26,2             | 26,9             | 24,8             | 19,7             | 13,4             | 8,6              | 17,4             |
| Середній мінімум, °C      | −2               | −0,8             | 2,4              | 5,2              | 7,8              | 11,2             | 13,5             | 13,9             | 11,0             | 7,5              | 3,9              | −0,4             | 6,1              |
| Норма опадів, мм          | 76               | 64               | 58               | 19               | 6                | 0                | 0                | 0                | 0                | 4                | 21               | 69               | 317              |
| ------------------------- | ---------------- | ---------------- | ---------------- | ---------------- | ---------------- | ---------------- | ---------------- | ---------------- | ---------------- | ---------------- | ---------------- | ---------------- | ---------------- |
| Джерело: Climate-Data.org |                  |                  |                  |                  |                  |                  |                  |                  |                  |                  |                  |                  |                  |

## Економіка

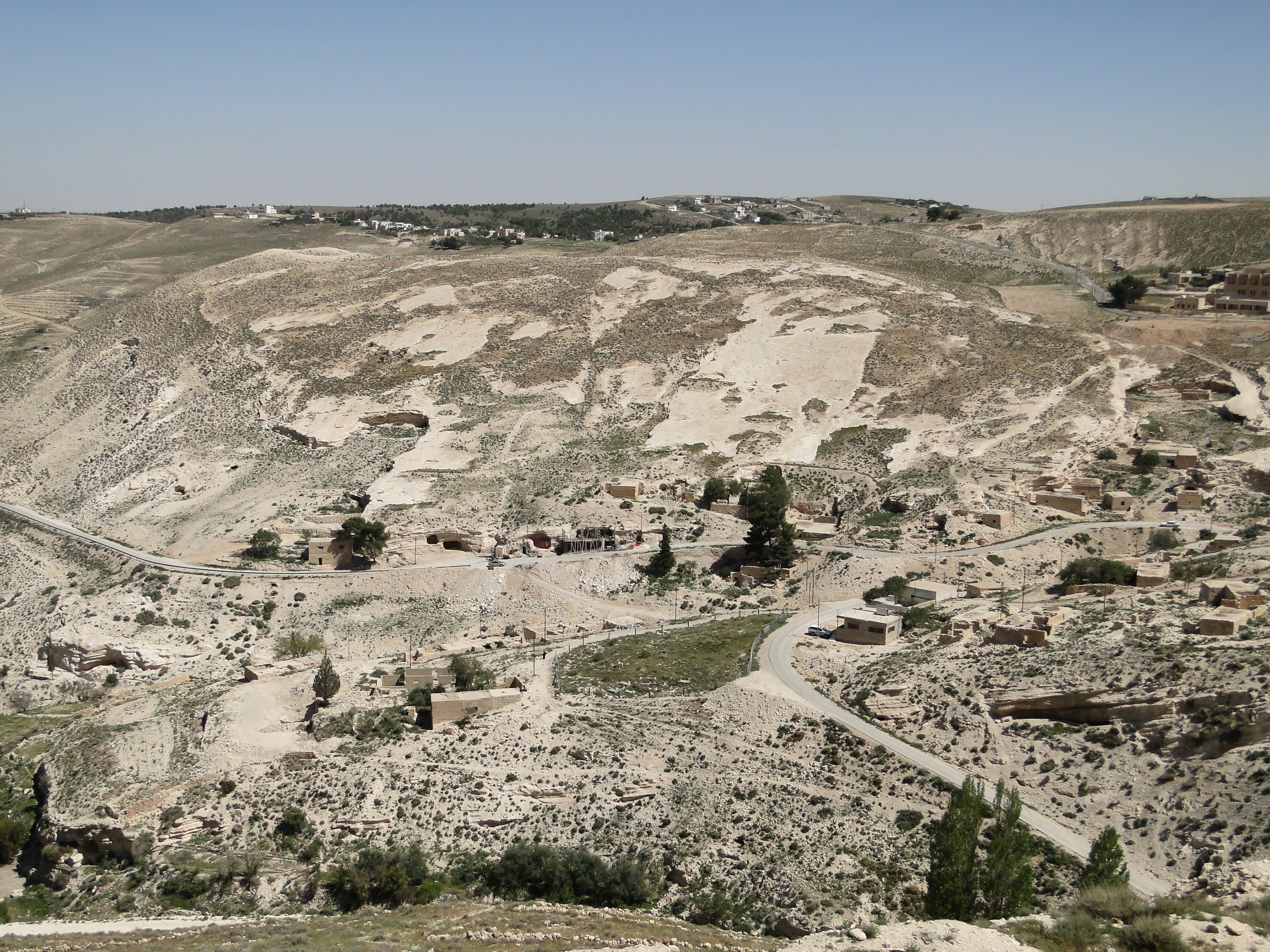
Вид із замку Монреаль

Сільське господарство є провідною галуззю економіки Еш-Шубака; наступну сходинку посідає туризм. Місцевість навколо Шубака містить близько 189 км2 оливкових, овочевих та фруктових господарств.
Найвідомішою пам’яткою міста є замок хрестоносців Монреаль. Разом з більш відомими Петрою і Акабою Еш-Шубак входить до йорданського туристичного трикутника, що лежить між Сирією, Саудівською Аравією та Єгиптом.